# Brent Haygarth
Brent Haygarth, né le 27 décembre 1967 à Durban, est un joueur de tennis sud-africain.
Il a remporté de six titres en double et atteint la 40e place mondiale au classement ATP en double.

## Palmarès

### Titres en double messieurs
| No | Date       | Nom et lieu du tournoi                   | Catégorie    | Dotation  | Surface         | Partenaire           | Finalistes                    | Score         |          |
| -- | ---------- | ---------------------------------------- | ------------ | --------- | --------------- | -------------------- | ----------------------------- | ------------- | -------- |
| 1  | 28-03-1994 | South African Open Sun City              | World Series | 288 750 $ | Dur (ext.)      | Marius Barnard       | Ellis Ferreira Grant Stafford | 6-3, 7-5      |          |
| 2  | 31-07-1995 | Infiniti Open Los Angeles                | World Series | 303 000 $ | Dur (ext.)      | Kent Kinnear         | Scott Davis Goran Ivanišević  | 6-4, 7-6      |          |
| 3  | 15-04-1996 | XL Bermuda Open Bermudes                 | World Series | 303 000 $ | Terre (ext.)    | Jan Apell            | Pat Cash Patrick Rafter       | 3-6, 6-1, 6-3 |          |
| 4  | 17-06-1996 | Internazionali di Tennis Carisbo Bologne | World Series | 303 000 $ | Terre (ext.)    | Christo van Rensburg | Karim Alami Gábor Köves       | 6-1, 6-4      |          |
| 5  | 27-04-1998 | AT&T Tennis Challenge Atlanta            | Int' Series  | 315 000 $ | Terre (ext.)    | Ellis Ferreira       | Alex O'Brien Richey Reneberg  | 6-3, 0-6, 6-2 |          |
| 6  | 04-10-1999 | Davidoff Swiss Indoors Basel Bâle        | Int' Series  | 975 000 $ | Moquette (int.) | Aleksandar Kitinov   | Jiří Novák David Rikl         | 0-6, 6-4, 7-5 | Parcours |

### Finales en double messieurs
| No | Date       | Nom et lieu du tournoi                           | Catégorie    | Dotation  | Surface         | Vainqueurs                         | Partenaire     | Score          |          |
| -- | ---------- | ------------------------------------------------ | ------------ | --------- | --------------- | ---------------------------------- | -------------- | -------------- | -------- |
| 1  | 08-06-1992 | Torneo Internazionale Citta di Firenze Florence  | World Series | 235 000 $ | Terre (ext.)    | Marcelo Filippini Luiz Mattar      | Royce Deppe    | 6-4, 6-7, 6-4  |          |
| 2  | 27-01-1997 | Croatian Indoors Zagreb                          | World Series | 375 000 $ | Moquette (int.) | Saša Hiršzon Goran Ivanišević      | Mark Keil      | 6-4, 6-3       |          |
| 3  | 09-02-1998 | St. Petersburg Open Saint-Pétersbourg            | Int' Series  | 315 000 $ | Moquette (int.) | Nicklas Kulti Mikael Tillström     | Marius Barnard | 3-6, 6-3, 7-6  |          |
| 4  | 17-05-1999 | International Raiffeisen Grand Prix Sankt Pölten | Int' Series  | 400 000 $ | Terre (ext.)    | Andrew Florent Andreï Olhovskiy    | Robbie Koenig  | 5-7, 6-4, 7-5  |          |
| 5  | 14-06-1999 | Tournoi de tennis de Nottingham Nottingham       | Int' Series  | 325 000 $ | Gazon (ext.)    | Patrick Galbraith Justin Gimelstob | Marius Barnard | 5-7, 7-5, 6-3  | Parcours |
| 6  | 10-09-2001 | Brasil Open Costa do Sauípe                      | Int' Series  | 375 000 $ | Dur (ext.)      | Enzo Artoni Daniel Melo            | Gastón Etlis   | 6-3, 1-6, 7-65 | Parcours |